# Клачково
Клачково (пол. Kłaczkowo) — село в Польщі, у гміні Бодзанув Плоцького повіту Мазовецького воєводства.
У 1975-1998 роках село належало до Плоцького воєводства.